# Буфало (риба)
Буфало (Ictiobus) — рід прісноводних риб, поширених у Північній Америці. За зовнішнім виглядом дуже схожі на коропів, з якими їх часто плутають. Зустрічаються у ставках, струмках, річках і озерах.

## Види
- Ictiobus bubalus (Rafinesque, 1818) (Буфало малоротий)
- Ictiobus cyprinellus (Valenciennes, 1844) (Буфало великоротий)
- Ictiobus labiosus (Meek, 1904)
- Ictiobus meridionalis (Günther, 1868)
- Ictiobus niger (Rafinesque, 1819) (Буфало чорний)